# 洋光台
洋光台（ようこうだい）は、神奈川県横浜市磯子区南部の丘陵地帯にある町名。昭和40年代より開発された、いわゆるニュータウンである。関内地区から直線距離でおよそ8km、横浜駅からは10kmに位置する。標高はおよそ45 - 80mで起伏が激しい。西側は港南区港南台に隣接する。現行行政地名は洋光台一丁目から洋光台六丁目。住居表示実施済み区域。
国際港都建設計画に基づき、横浜市と日本住宅公団（現・都市再生機構）により開発された。町名の由来は、海から昇る朝日がきれいだと工事関係者の間で話題になったことから来ている。

## 地理

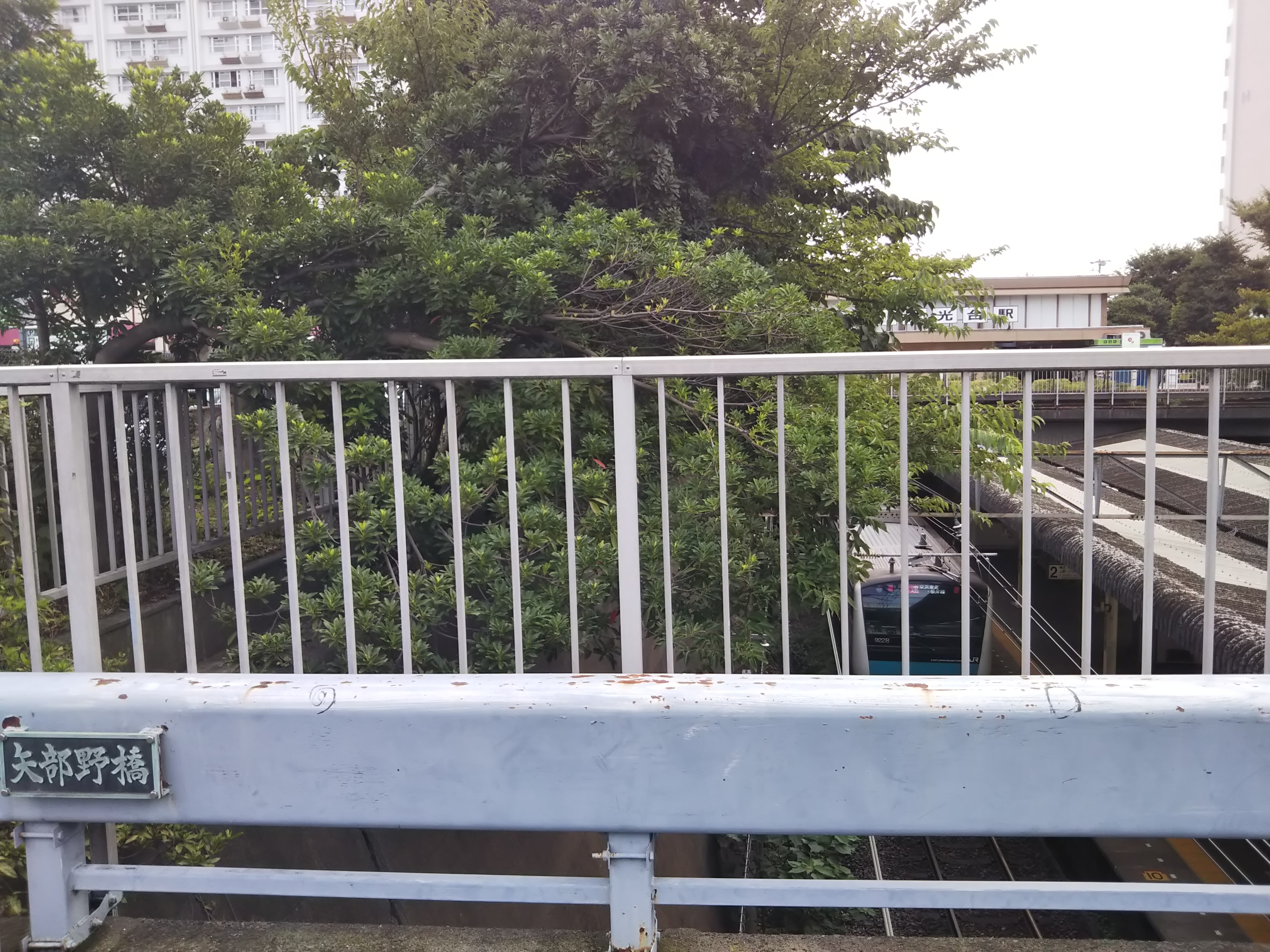
洋光台通りが根岸線を越える「矢部野橋」。橋の下は洋光台駅。

現在の町域は、かつての磯子区矢部野町、栗木町・田中町・峰町・日野町・笹下町の一部にあたり、当時はそれぞれの町が飛び地を持つなど、かなり入り組んで接していた。また、開発前の付近一帯は森林に囲まれた農村地帯だった。すでに消滅した矢部野という地名は、駅前の跨線橋および根岸線のトンネルにわずかにその名をとどめているのみである。現在、隣接する磯子区田中・栗木、港南区笹下・日野中央のそれぞれ一部も、洋光台の生活圏となっている。

### 地価
住宅地の地価は、2025年（令和7年）1月1日の公示地価によれば、洋光台1-28-7-1の地点で22万1000円/m²、洋光台4-3-19の地点で28万2000円/m²となっている。

### 面積
面積は以下の通りである。
| 丁目         | 面積（km²） |
| ------------ | ----------- |
| 洋光台一丁目 | 0.255       |
| 洋光台二丁目 | 0.319       |
| 洋光台三丁目 | 0.333       |
| 洋光台四丁目 | 0.349       |
| 洋光台五丁目 | 0.405       |
| 洋光台六丁目 | 0.431       |
| 計           | 2.092       |

## 歴史
1966年より、土地区画整理事業により計画戸数8558戸、計画人口3万3千人、都市区画整理事業区域面積207.5ヘクタールのニュータウン開発が始まった。1970年には国電根岸線が洋光台駅まで延伸し、住宅の入居が開始した。「ハマの山の手」のキーワードで売り出され、1973年に行われた宅地分譲の抽選倍率は約5000倍とそれまでの宅地分譲の最高記録を更新した。

### 年表
- 1966年
  - 8月9日 - 根岸線第2期工事（磯子 ‐ 大船間）の許可が下りる[9]。
  - 12月12日 - 矢部野町団地（仮称）起工式[9]。
- 1970年
  - 3月17日 - 根岸線磯子駅－洋光台駅間開業[9]。
  - 4月1日 - 住居表示の実施（磯子区洋光台地区）に伴い、磯子区矢部野町全域と、磯子区栗木町、田中町、峰町の一部および笹下町・日野町の磯子区部分を洋光台一から六丁目を新設[10]。
  - 4月11日 - 横浜市立日下小学校洋光台分校開校（翌年4月1日に洋光台第一小学校として独立）。
  - 5月20日 - 洋光台四丁目で根岸線が土砂崩れに巻き込まれて脱線。翌々日に復旧[11][12]。
  - 6月1日 - 洋光台北団地入居開始[9]。
- 1971年
  - 1月1日 - 洋光台第二小学校開校。
  - 4月1日 - 洋光台第一中学校開校。
- 1973年
  - 4月9日 - 根岸線洋光台駅－大船駅間開業[13]。
  - 9月1日 - 洋光台第三小学校、洋光台第二小学校第四分校開校（分校は翌年4月1日に洋光台第四小学校として独立）。
- 1974年4月1日 - 洋光台第四小学校開校。
- 1976年4月1日 - 洋光台第二中学校開校。
- 1983年6月23日 - 磯子消防署洋光台消防出張所開設。
- 1984年5月4日 - 駅前公園内に横浜こども科学館開館。
- 1989年11月3日 - この日より翌11月4日に掛けて坂本堤弁護士一家殺害事件が当地で発生。
- 1993年9月4日 - 駅前公園内に洋光台駅前ログハウス開館。
- 1997年9月2日 - 洋光台地域ケアプラザ開所。
- 2006年 - 洋光台まちづくり協議会と青少年夢環境部会がこどもたちと共に、洋光台緑地一角の湧水活用トンボ池を完成させる。
- 2006年10月11日 - 洋光台連合自治町内会による防犯・防災・環境・広報活動により、洋光台エリアの犯罪件数が激減、安全・安心なまちづくり関係功労者として内閣総理大臣賞を受賞。
- 2009年6月 - 洋光台緑地トンボ池関連の活動について、横浜市より第17回横浜環境活動賞を受賞。
- 2011年12月 - UR都市機構が“日本の団地再生”に取り組む「21世紀型モデルプロジェクト」として「ルネッサンス in 洋光台」を始動。
- 2013年11月-らぶ♡まち洋光台がすみたいまち、楽しいまちづくりのいっぽとしてキャンドルナイト@洋光台第1回目を開催し、子どもから大人までがつながる住民参加型イベントを開催。
- 2014年3月 - 洋光台のコミュニティを元気にする活動のチャレンジスペース「CC ラボ」が、サンモール洋光台(中央団地内)に開設。
- 2015年
  - 3月 - UR都市機構が社会の豊かな未来像を提案していく「団地の未来プロジェクト」を洋光台団地をモデルケースに始動。
  - 9月 - 映画『シン・ゴジラ』のロケ地になる[14]。
  - 12月22日 - 次世代を担う若者の活動を支える「洋光台 次世代まちづくりの会」が発足。第1回が開催される。
- 2018年8月1日 - 中央団地広場のリニューアル工事完成[15]。

## 世帯数と人口
2025年（令和7年）6月30日現在（横浜市発表）の世帯数と人口は以下の通りである。
| 丁目         | 世帯数     | 人口     |
| ------------ | ---------- | -------- |
| 洋光台一丁目 | 1,218世帯  | 2,633人  |
| 洋光台二丁目 | 2,217世帯  | 3,813人  |
| 洋光台三丁目 | 2,151世帯  | 3,877人  |
| 洋光台四丁目 | 1,948世帯  | 3,687人  |
| 洋光台五丁目 | 3,033世帯  | 5,487人  |
| 洋光台六丁目 | 1,847世帯  | 3,804人  |
| 計           | 12,414世帯 | 23,301人 |

### 人口の変遷
国勢調査による人口の推移。
| 年                 | 人口   |
| ------------------ | ------ |
| 1995年（平成7年）  | 27,928 |
| 2000年（平成12年） | 26,419 |
| 2005年（平成17年） | 26,094 |
| 2010年（平成22年） | 25,371 |
| 2015年（平成27年） | 24,363 |
| 2020年（令和2年）  | 23,356 |

### 世帯数の変遷
国勢調査による世帯数の推移。
| 年                 | 世帯数 |
| ------------------ | ------ |
| 1995年（平成7年）  | 10,560 |
| 2000年（平成12年） | 10,720 |
| 2005年（平成17年） | 11,184 |
| 2010年（平成22年） | 11,462 |
| 2015年（平成27年） | 11,396 |
| 2020年（令和2年）  | 11,622 |

## 学区
市立小・中学校に通う場合、学区は以下の通りとなる（2024年11月時点）。
| 丁目         | 番地         | 小学校                   | 中学校                   |
| ------------ | ------------ | ------------------------ | ------------------------ |
| 洋光台一丁目 | 全域         | 横浜市立洋光台第一小学校 | 横浜市立洋光台第一中学校 |
| 洋光台二丁目 | 1番 14〜19番 | 横浜市立洋光台第一小学校 | 横浜市立洋光台第一中学校 |
| 洋光台二丁目 | 2〜13番      | 横浜市立洋光台第三小学校 | 横浜市立洋光台第一中学校 |
| 洋光台三丁目 | 1〜10番      | 横浜市立洋光台第三小学校 | 横浜市立洋光台第一中学校 |
| 洋光台三丁目 | 11〜42番     | 横浜市立洋光台第一小学校 | 横浜市立洋光台第一中学校 |
| 洋光台四丁目 | 全域         | 横浜市立洋光台第二小学校 | 横浜市立洋光台第二中学校 |
| 洋光台五丁目 | 1〜4番       | 横浜市立洋光台第二小学校 | 横浜市立洋光台第二中学校 |
| 洋光台五丁目 | 5〜14番      | 横浜市立洋光台第四小学校 | 横浜市立洋光台第二中学校 |
| 洋光台五丁目 | 15〜21番     | 横浜市立洋光台第三小学校 | 横浜市立洋光台第一中学校 |
| 洋光台六丁目 | 1〜31番      | 横浜市立洋光台第四小学校 | 横浜市立洋光台第二中学校 |
| 洋光台六丁目 | 32〜43番     | 横浜市立洋光台第二小学校 | 横浜市立洋光台第二中学校 |

## 事業所
2021年（令和3年）現在の経済センサス調査による事業所数と従業員数は以下の通りである。
| 丁目         | 事業所数  | 従業員数 |
| ------------ | --------- | -------- |
| 洋光台一丁目 | 54事業所  | 364人    |
| 洋光台二丁目 | 25事業所  | 264人    |
| 洋光台三丁目 | 197事業所 | 1,500人  |
| 洋光台四丁目 | 72事業所  | 910人    |
| 洋光台五丁目 | 58事業所  | 696人    |
| 洋光台六丁目 | 82事業所  | 877人    |
| 計           | 488事業所 | 4,611人  |

### 事業者数の変遷
経済センサスによる事業所数の推移。
| 年                 | 事業者数 |
| ------------------ | -------- |
| 2016年（平成28年） | 447      |
| 2021年（令和3年）  | 488      |

### 従業員数の変遷
経済センサスによる従業員数の推移。
| 年                 | 従業員数 |
| ------------------ | -------- |
| 2016年（平成28年） | 3,815    |
| 2021年（令和3年）  | 4,611    |

## 住宅

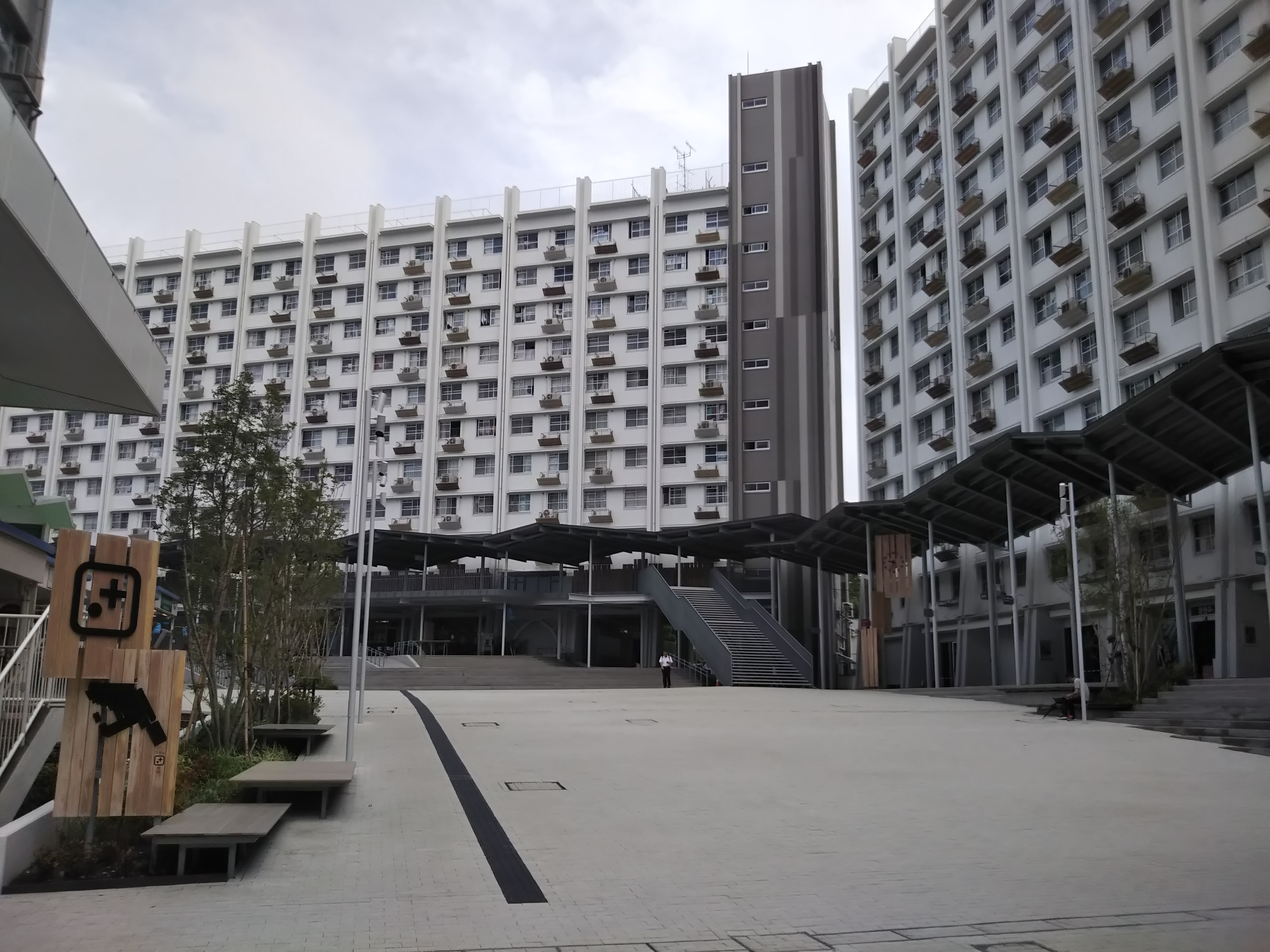
隈研吾のデザインで改修された中央団地の広場
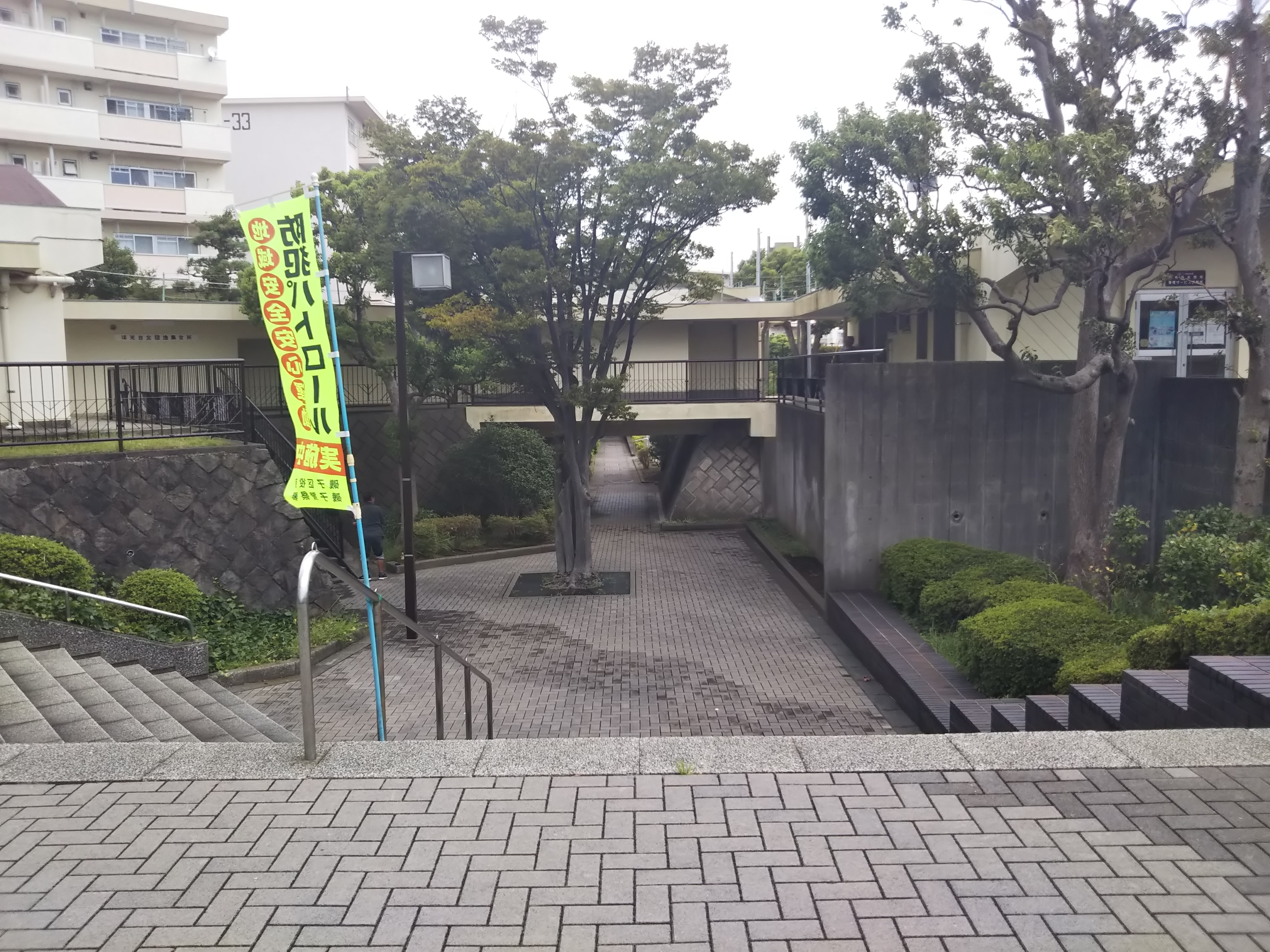
橋上構造の、北団地集会所

一戸建てと、UR都市機構を中心とした賃貸・分譲団地が混在している。かつては日本鋼管や旭化成など京浜地区に工場を持つ企業の社宅や社員寮が多く見られたが近年は減少し、建売住宅や民間マンションなどに生まれ変わっている。1970年代に入居開始した団地では高齢化が進行している。
洋光台の人口のうち、約3割が洋光台中央・北・西団地のUR賃貸住宅に暮らす。
北団地は南北を走る洋光台通りの堀割を境に東側の1街区と西側の3街区に分かれ、両街区の間には歩道橋が架けられている。5階建の中層棟が主であるが、10階建ての高層棟が1街区に2棟、3街区に1棟配置されており、その北側はグラウンドとなっている。1街区の集会所は、北団地の建物配置は、設計者が写真で見たクロアチアの城郭都市ドゥブロヴニクを参考にしている。中央団地は洋光台駅前に位置し、高層棟が中心である。日本住宅公団の区分では市街地住宅に位置づけられ、子どもの遊び場が十分に取れないなどの理由から、1DKや2DKの少人数世帯の住戸が主である。美観や落下物対策からバルコニーを設けない代わりにサンルームが設えられている。低層階には商店が入居し、サンモール洋光台商店街を形成する。2018年には隈研吾、佐藤可士和らのデザイン監修により広場のリニューアルが行われた。
- 洋光台中央団地1街区・13街区（UR、高層賃貸1,338戸）
- 洋光台北団地1街区・3街区（UR、賃貸1,800戸）
- 洋光台南団地4街区・6街区（UR、分譲1,493戸）
- 洋光台南団地5街区（市営、賃貸730戸）
- 洋光台西団地（UR、賃貸274戸）

## 商業
駅周辺にそれほど飲食店はないが、多くのスーパーマーケットが集中しており買い物に便利な場所である。
- 商店街
  - サンモール洋光台商店街
  - SHOP27専門店街
- スーパーマーケット
  - イトーヨーカドー
  - 東急ストア（2階に100円ショップダイソー）
  - ピーコックストア
  - オリンピック
  - ユーコープ
  - まいばすけっと
- コンビニエンスストア
  - ファミリーマート
  - セブンイレブン
  - ローソン
- ドラッグストア
  - マツモトキヨシ
  - ハックドラッグ
  - サカイヤ薬局
- 金融機関
  - 横浜銀行洋光台支店
  - 郵便局
    - 洋光台駅前郵便局
    - 横浜洋光台南郵便局

## 教育機関など
町内には市立小学校4校・市立中学校2校がある。小学校の学区は町を南北に走る洋光台通りと東西に走る根岸線で区切られ、北東が第一小学校、南東が第二小学校、北西が第三小学校、南西が第四小学校の学区となっている。中学校は、根岸線の北側が第一中学校、南側が第二中学校の学区となっている。第三小学校と第一中学校は、港南区日野中央の一部も学区に含まれる。
駅前公園内にはプラネタリウムなどを備えた横浜こども科学館（はまぎんこども宇宙科学館）や、ログハウス（児童館）がある。

## 交通

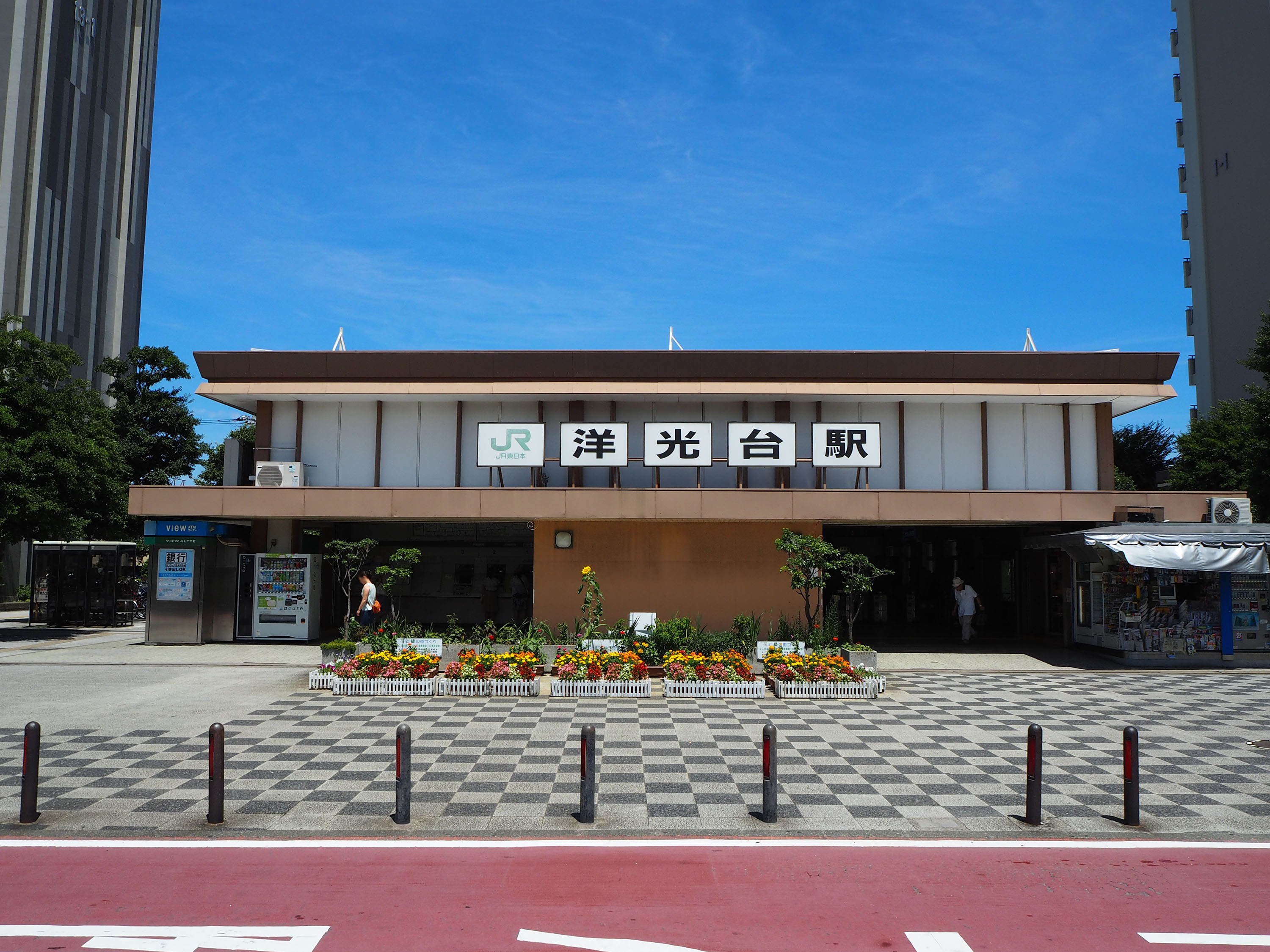
JR洋光台駅

### 鉄道
東日本旅客鉄道（JR東日本）
 京浜東北・根岸線
- - 洋光台駅 -

JR根岸線洋光台駅（横浜駅より約21分）利用が中心だが、路線バスで20分前後の京急本線上大岡駅も利用されている。

### バス
上大岡駅へ横浜市営バス・江ノ電バスが比較的本数が多く運行されているほか、横浜市営バスが港南台駅・上永谷駅・上中里団地方面、江ノ電バスが磯子駅方面、京浜急行バスが金沢文庫駅方面へ運行している。詳細は、洋光台駅#路線バス参照。

### 道路
- 町の中心を南北に洋光台通りが通り、北端は鎌倉街道、南端は環状3号線に接する。町の東端は笹下釜利谷道路に接し、上大岡・金沢文庫方面に通じている。
- 高速道路は、狩場方面へは横浜横須賀道路日野インターチェンジ、横須賀方面へは港南台インターチェンジ利用となる。空港中央方面へは、環状2号線経由で首都高速湾岸線磯子出入口利用。

## 街の歌

### わが街洋光台
洋光台誕生10周年記念行事の1つとして、当時の洋光台連合長が町歌の歌詞を公募、優秀作品に中野堅五の作品が選ばれ、藤田耕平による作曲で完成。1985年5月、横浜こども科学館で行われた第1回音楽のつどいでヌオーヴァ女声合唱団によって披露され、現在でも、自治体のイベント時などに使われている。

### 洋光台音頭
洋光台誕生10周年の頃、当時の洋光台連合長による「盆踊りに使う歌を作ろう」という呼び掛けに応え、当時1街区在住の岡崎政治による作詞と、3街区在住の西雄二の作曲により誕生。現在も洋光台の盆踊りの定番曲として盛んに流されている。

## その他

### 日本郵便
- 郵便番号 : 235-0045[3]（集配局：磯子郵便局][30]）

### 警察
町内の警察の管轄区域は以下の通りである。
| 丁目         | 番・番地等 | 警察署     | 交番・駐在所 |
| ------------ | ---------- | ---------- | ------------ |
| 洋光台一丁目 | 全域       | 磯子警察署 | 洋光台交番   |
| 洋光台二丁目 | 全域       | 磯子警察署 | 洋光台交番   |
| 洋光台三丁目 | 全域       | 磯子警察署 | 洋光台交番   |
| 洋光台四丁目 | 全域       | 磯子警察署 | 洋光台交番   |
| 洋光台五丁目 | 全域       | 磯子警察署 | 洋光台交番   |
| 洋光台六丁目 | 全域       | 磯子警察署 | 洋光台交番   |